# 路易斯·摩根
路易斯·摩根（英語：Lewis Morgan；1996年9月30日—）是蘇格蘭的一位足球運動員，在場上的位置是側鋒。現效力於美職球隊紐約紅牛。他也代表蘇格蘭各級國青隊參賽。

## 外部連結
- 足球数据库：路易斯·摩根的球员统计数据